# Lopo Vaz de Azevedo
Lopo Vaz de Azevedo, ou D. Lopo de Azevedo, o Monge (c. 1430 – c. 15??) foi o 11.° Almirante de Portugal, Cavaleiro e Comendador de Coruche e da Juromenha na Ordem de Avis, alcaide-mor de Alenquer e governador de Tânger.

## Almirante de Portugal
Em 29 de Março de 1485 D. Lopo recebe carta de mercê do Almirantado do reino, com todos os seus privilégios, jurisdição, ancoragens e tença, em recompensa dos muitos serviços aos Reis e ao reino, em África, e nas guerras de Castela.
"Depois de diversos Almirantes, passou este cargo à Família de Azevedos. ElRey D. João II. fez Almirante a Lopo Vaz de Azevedo,(...) o qual era do sangue dos Peçanhas, por ser filho de (...) Isabel Vaz Peçanha , irmãa do Almirante Nuno Vaz de Castello-Branco, e filha de Lopo Vaz de Castello-Branco, Alcaide môr de Moura, Monteiro môr delRey D. João I. e de Catharina Vaz Peçanha, sua mulher, filha de Misser Antaõ Peçanha, que foy morto na Batalha de Aljubarrota, filho do Almirante Misser Lançarote Peçanha, de que lhe passou Carta em Beja a 29. de Março do anno 1485. e lhe fez mercê do Almirantado para todos os seus descendentes, e diz assim: E grande lealdade que delle conhecemos, e que bem fielmente nos servirá em qualquer carrego, que lhe cometeremos assy ho elle sempre fez, e fizerom os que delle descenderom. Esta Carta anda incorporada na confirmação deste posto, que lhe fez ElRey D. Manoel, em que diz: Lopo Vaz de Azevedo do nosso Conselho, Almirante de nossos Regnos, Capitão, e Governador da nossa Cidade de Tangere, &c. feita em Setuval a 28. de Abril do anno 1496. e nesta Família andou muitos annos, e passou à de Castros por allianças.
A Micer Manoel Paçanha primeiro Almirante, succedeo seu filho mais velho Carlos Paçanha, & a efte por morrer sem geraçaõ, seu irmaõ Bartholameu Paçanha ; o qual também naõ deixou filhos, & lhe succedeo o terceiro irmaõ Lançarote Paçanha & em quanto elle esteve prezo em Castella, teve o título de Almirante Dom Joaõ Tello irmaõ da Rainha Dona Leanor. A Lançarote Paçanha succedeo seu filho Manoel Paçanha, a quem, por naõ deixar filho macho, succedeo seu irmaõ segundo Carlos Paçanha o qual teve duas filhas, Dona Genebra, que casou com o Conde Dom Pedro de Meneses primeiro Capitão de Ceuta, com quem ouve o Almirantado : & por naõ ter della filhos succedeo no cargo Ruy de Mello senhor de Mello, casado com a segunda filha de Carlos Paçanha; & por naõ ter della filhos succedeo Nuno Vaz de Castelbranco, por ser filho de Catharina Paçanha, netta do Almirante Lançarote Paçanha, & a este succedeo seu sobrinho Lopo Vaz de Azevedo filho de sua irmã Isabel Vaz Paçanha, & de Gonçallo Gomez de Azevedo Alcaide mor de Alenquer, o qual teve a António de Azevedo, que foi Almirante, & este, a Dom Lopo de Azevedo, em cuja linha se conserva esta dignidade até agora"..

## Capitão de Tânger
Em Junho de 1489, é nomeado capitão de Tânger, em substituição de D. João de Meneses, por este estar ausente, chamado ao reino. Voltou para Portugal por regresso de D. João de Meneses, deixando a capitania a "requerimento d'ElRei".

## Dados Genealógicos
Filho de de Gonçalo Gomes de Azevedo Alcaide mor de Alenquer e de Isabel Vaz Paçanha [Pessanha] (também chamada Isabel Vaz de Castelo-Branco).
Filhos: 
- D. Gonçalo Gomes de Azevedo,
- António de Azevedo, 12º almirante de Portugal,
- Isabel de Azevedo que casou com Luis Mendes de Vasconcelos,
- Maria de Azevedo que casou com Andrés do Campo, senhor de Erra).